# Мировое древо
Мирово́е дре́во (Мировое дерево, лат. Arbor mundi) — мифологический архетип, вселенское дерево, объединяющее все сферы мироздания. Как правило, его ветви соотносятся с небом, ствол — с земным миром, корни — с преисподней.
Самая распространённая репрезентация (образ) мифологической середины мира — сакрального центра вселенной, выполняющего гармонизирующую роль.

## Универсальность архетипа
В науке существуют различные взгляды на универсальность данного архетипа. В. Н. Топоров и его последователи трактуют Мировое древо расширительно, отождествляя его с Мировой осью во всех её вариантах. При таком подходе любое изображение дерева в культуре (в том числе дерево жизни) рассматривается как отсылка к Мировому древу. При помощи данного образа, по мнению Топорова, «воедино сводятся общие бинарные смысловые противопоставления, служащие для описания основных параметров мира».
Ряд исследователей мифологии (И. М. Дьяконов, Ю. Е. Берёзкин, В. В. Напольских) выступают против такой расширительной трактовки и отмечают, что у некоторых народов данный архетип вообще не встречается.

## Различные культуры
В «Калевале», карело-финском поэтическом эпосе (в подзаголовке значилось: «финские народные песни»), образ «большого дуба» означает мировое древо, которое уходит корнями в земную толщу, а верхушкой достигает небес.
В эрзянской традиционной религии на мировом древе Эчке Тумо находится гнездо священной птицы утки Ине Нармунь, из которого выпадает снесённое ею яйцо Ине ал, из которого впоследствии возникает наш мир: скорлупа — небосвод Мень Эле со звёздами, желток — земля — суша Мода-Мастор, белок — бескрайний океан Иневедь.
У латышей мировое древо носит название «аустрас кокс»; так же называется и соответствующий латышский национальный узор.
В древнем Иране верили, что священное древо растёт возле источников Ардвисури. На нём якобы жил царь птиц Сенмурв, который рассыпал семена по земле. Другая птица относила семена к источнику, из которого пила звезда, которая осыпала землю дождями. С дождём семена возвращались назад в землю.
В скандинавских мифах видим вечнозелёное древо жизни Иггдрасиль, пропитанное живительным священным мёдом. Это громадный ясень, который является структурной основой всего сущего и соединяет собой девять миров. На вершине дерева сидит орёл, корень подгрызают змеи и дракон Нидхегг. Слово «Иггдрасиль» буквально значит «конь Игга», то есть конь Одина. Это название подчёркивает роль дерева ещё и как путь, которым верховный бог (Один) странствует из одного мира в другой.
В тюркской мифологии и впоследствии — в казахских сказках фигурировал образ Байтерека. Байтерек своим расположением и композиционным строением выражает космогонические представления древних кочевников, по преданиям которых на стыке миров протекает Мировая река. На её берегу возвышается дерево жизни — Байтерек, корнями удерживающее землю, а кроной подпирающее небо. Корни этого дерева, соответственно, находятся в подземном мире, само древо, его ствол — земном, а крона — в небесном.
Алатырь-камень расположен в центре мира, посреди моря-океана, на острове Буяне. На нём стоит мировое древо или трон мирового царствования.
В Коране оно называется сидрат аль-мунтаха — Лотос крайнего предела (в суре 53:14). Это огромное дерево над седьмым небом является высшим пределом для тех, кто поднимается с земли, и для того, кто нисходит от Аллаха.
В каббале о Мировом древе также говорится:
92. Рав Паалим он и Мекабциэль — Многодейственное и Собирающее это высокое древо, самое большое из всех. Из какого места вышло оно? Из какой ступени произошло? Вновь указывает нам источник — из Мекабциэль, потому что он — высшая ступень, скрытая, которой никто не видел. Всё есть в ней, она собирает в себе весь высший свет. И всё исходит из неё. (Книга «Зоар»). В данном отрывке имеется в виду, что древо — высшая ступень познания для существ нашего мира. С ним связано конечное исправление («гмар тиккун»), полное исправление всех свойств в конечном состоянии мироздания.
Мировое древо, соединяющей верхний и нижний мир, присутствует в космогонических мифах народов Малайского архипелага.

### Славяне
Мировое дерево, дерево жизни — в славянской мифологии мировая ось и символ мироздания в целом. Крона мирового дерева достигает небес, корни (у которых течет священный источник) — преисподней, ствол и ветви организуют земное пространство. Ср. болгарскую песню:

Вырастало одно дерево

Одно дерево лавровое

Сколь высокое, столь красивое;

Корни его в земле,

Ветви его в солёном море,

Вершина его в синем небе.
Оригинальный текст (болг.)Изинкало едно дърво

Едно дърво дафиново

Колко вишно, толку лично;

Коренот му по съ земя,

I ранките му слано море,

Вършенот му в сино небе.

и др. варианты, где крона мирового дерева покрывает весь мир.
Образ мирового дерева характерен для славянских колядок, русских загадок и заговоров. Ср. загадку о дороге: «Когда свет зародился, тогда дуб повалился, и теперь лежит»; этот образ объединяет разные — вертикальные (дерево от земли до небес) и горизонтальные (дорога) координаты мира. Характерен также мотив срубания дерева в славянских колядках в связи с мощением мостов для проезда Овсеня, Нового года, Христа; в болгарской колядке приводится «самоописание» мирового дерева:
Я сама, мама, злато деревце.

Злато деревце плодоносное,

Что растёт аж до неба,

Ветви опускает аж до земли,

Листья раскрывает мелким бисером,

Цветы выпускает бела серебра,

Плоды рожает чиста золота,

Чтоб сошёл по мне младой бог…
Оригинальный текст (болг.)Я сам, мам о, златно дървце,

Златно дървце плодовито,

Ще порастна дор до неба,

Клон ще пустна дор до земля,

Лист ще метна дробен бисер,

Цвет ще църна чисто сребро,

Род ще родя сухо злато,

Слез ще по мен млада бога….

Мировое дерево воплощает не только пространственные, но и временные координаты, о чём свидетельствуют приведенные мотивы колядок, где мировое дерево превращается в дорогу во время главного календарного (новогоднего) празднества. В русской загадке: «Стоит дуб, на дубу 12 сучьев, на каждом сучке по 4 гнезда» и т. д. говорится о годе, 12 месяцах, 4 неделях и т. д. В заговорах мировое дерево помещается в центре мира, на острове посреди океана («пуповине морской»), где на камне Алатыре стоит «булатный дуб» или священное дерево кипарис, берёза (в частности, перевернутая вверх корнями), яблоня, явор и т. п. На мировом дереве — дереве жизни — в апокрифах почивает сам Господь, когда входит в Рай (славянская «Книга Еноха» Антология С. С. Аверенцев), в заговорах обитают Иисус Христос и святые — Богородица, архангел Михаил, Илья-пророк, Георгий, Параскева и др., мифологизированные персонажи — кузнецы и др., у корней дерева — демонические и хтонические существа: прикован на цепи бес, обитает в гнезде («руне») змея (Шкурупея) и т. п.
В свадебном фольклоре и «вьюнишных» песнях (исполнявшихся для молодых — «вьюнцов») образ мирового дерева воплощал плодородие живой природы, дерево жизни: в кроне свивает гнездо соловей, в стволе — пчёлы, приносящие мёд, у корней — горностай, выводящий малых деток, или обитают сами молодые, стоит супружеская кровать; возле «трехугодливого» дерева стоит терем, где происходит пир и приготовлены «медвяны яства» (мёд — пища бессмертия во многих традициях). Мотив медового (молочного и т. п.) источника у мирового дерева сопоставим с мотивом райского дерева, плывущего по реке (ср. Дунай). В восточно-славянском фольклоре образ мирового дерева непосредственно связан со свадебным обрядом: жених должен ставить коней не у «несчастливого дерева» калины, а у счастливого явора, где пчёлы приносят мёд, стекающий к корням, чтобы напились кони, у корней обитают бобры, в кроне — сокол и т. п.
Общим для восточных и южных славян можно считать мотив вражды — «перебранки» между змеем у корней мирового дерева и птицей на вершине: змей грозит сжечь дерево, на котором вьёт гнездо птица, — вероятный фрагмент эсхатологического мифа о мировом пожаре.
В древнерусских апокрифах о Соломоне в виде дерева с золотыми ветвями, месяцем у вершины, нивой у корней изображается идеальное государство, где месяц — царь, нива — православное крестьянство. Ср. русскую загадку: «Стоит древо, имеет на себе цветы красные, а на древе сидит птица и щиплет со древа цветы красные и мечит в корыто. Цветов не наполняется, а красные цветы с древа не умаляются»; древо — весь мир, цветы — «человецы», корыто — земля, птица — смерть; сколько смерть похитит, «толик» и родится в мир".